# Philippe Mayaux
Pour les articles homonymes, voir Mayaux.
Philippe Mayaux est un artiste plasticien français né en 1961 à Roubaix (Nord). Il vit et travaille en Normandie
(
tif) depuis le début des années 1990, il se situe dans la double lignée de Marcel Duchamp et Francis Picabia en proposant des œuvres aux couleurs criardes aux réminiscences souvent érotiques ou sexuelles.
Il est lauréat du prix Marcel-Duchamp 2006, distingué « pour l'originalité de son travail, l'ambiguïté joyeuse et les sens multiples de son œuvre » (selon le communiqué officiel de l'Adiaf) et récompensé par un prix de 35 000 €.
Dans le cadre de la remise de ce prix, il expose ses œuvres au Centre Pompidou via une exposition (du 10 mai au 13 août 2007 à l'Espace 315) intitulée À mort l'Infini.

## Biographie
Philippe Mayaux est né en 1961 à Roubaix dans le Nord de la France. Il effectue une partie de sa scolarité au lycée Thiers de Marseille, puis étudie à la faculté de sciences économiques de l'Université d'Aix-Marseille. il fait ses études à la villa Arson (École supérieur d'art plastique), beaux-arts de la ville de Nice où il est l'élève de Noël Dolla. Il est diplômé en 1987. Il vit et travaille actuellement en Normandie. Il est représenté par la galerie Loevenbruck à Paris. En 2006, pour ses vingt ans de carrière, il reçoit le prix Marcel Duchamp. 

## Travail
Élève de la villa Arson au début des années 1990, Mayaux s'opposent à la « mode » ambiante de l'art abstrait, notamment dans la peinture (comme avec les mouvances monochrome ou négo négo). Il s'inscrit dans la continuité d'un « esprit de contradiction » comme Marcel Duchamp ou encore Francis Picabia. À la frontière du mauvais goût et pleinement dans le kitch, il revendique l'aspect criard en refusant l'idée de virtuosité et de technicité en s'engageant artistiquement dans le « sub-culture ». « Je fais, un art qui n'a pas pour vocation d'être didacticiel ou d'exprimer un quelconque point de vue doctrinaire sur le monde . Je suis très universel et sans concept, comme pourrait le dire Kant de la beauté. Je cherche la spécificité de la position de l'artiste. J'aime les actes gratuits et sans fondements, à la manière d'un criminel dont on ne comprend pas le mobile. » 
Artiste « psycotropique », Mayaux jongle entre peinture, sculpture et installation en ne suivant qu'une règle, celle de ne pas en avoir. Ainsi il propose un univers psyché où se mêlent créatures hybrides, chimère cauchemardesques, il exprime une forme de beauté déviante, explicitement sexuelle et érotique. 
Il réagit à un questionnement de la position du réel et du fictif, en abordant un monde d'image, affirmant que « l'on peut aussi bien réfléchir avec l'œil qu'avec le cerveau. »

## Expositions
- 2002– Chambre Double», Galerie Alain Le Gaillard à l'Hôtel La Louisiane. Paris. France[5].
- 2013 – Artist Angels pour Madagascar, Christie's (19 janvier au 30 janvier 2013)
- 2009 – FIAC, Foire internationale d'art contemporain (22 octobre au 25 octobre 2009)
- 2007 – Philippe Mayaux À mort l'infini, Centre Georges-Pompidou (9 mai au 13 août 2007) dans le cadre du prix Marcel-Duchamp
- 2007 – De leur temps, musée de Grenoble (7 juillet au 16 septembre 2007)
- 2007 – Miroir, mon beau miroir, Maison Guerlain Paris (12 octobre au 10 novembre 2007)
- 2008 – La Dégelée Rabelais, FRAC Languedoc-Roussillon (6 juin au 29 septembre 2008)
- 2009 – Retour sur terre !, Stade de France (28 octobre 2008 au 18 janvier 2009)
- 2010 – Philippe Mayaux, galerie Loevenbruck (22 janvier au 6 mars 2010)